# Financiële schulden
Financiële schulden is een onderverdeling bij de schulden op meer dan één jaar.
De belangrijkste onderverdelingen in de categorie financiële schulden zijn: achtergestelde leningen, al dan niet converteerbaar; niet-achtergestelde obligatieleningen; kredietinstellingen, schulden op rekening en overige schulden.
- Achtergestelde leningen, al dan niet converteerbaar: een lening al dan niet uitgegeven door een kredietinstelling, waarbij de schuldeiser akkoord gaat om zijn rechten ondergeschikt te maken aan de overige schuldeisers. (d.i. achtergesteld). Aangezien deze vorm van lening converteerbaar is, heeft de schuldeiser de mogelijkheid om zijn uitstaande vordering om te zetten in kapitaal.
- Niet-achtergestelde obligatieleningen: Deze soort van leningen ontstaan wanneer een onderneming of een overheid effecten uitgeeft waarop geïnteresseerden kunnen intekenen. Dit kan één geïnteresseerde zijn (een private uitgifte) of dit kunnen er meerderen zijn (een publieke uitgifte).
- Kredietinstellingen: Deze lening kan verscheidene vormen aannemen maar heeft als kenmerken dan ze is aangegaan bij een kredietinstelling en dat de duurtijd meer dan één jaar is. Kredietinstellingen zijn onder andere publieke financiële instellingen, privé-banken, spaarbanken en zelfs ondernemingen.
- Schulden op rekening: Hierbij is de relatie tussen de onderneming en de kredietinstelling alleen vertegenwoordigd door een contract. Het betreft alle middelen waarover ze beschikt op de aangegane rekening bij de betrokken kredietinstelling.
- Overige schulden: Leningen die niet worden uitgegeven door kredietinstellingen. Bv. private leningen, hypothecaire leningen.